# Липки (Борисовський район)
Липки (біл. вёска Ліпкі) — село в складі Борисовського району Мінської області, Білорусь. Село підпорядковане Неманицькій сільській раді, розташоване в північно-східній частині області.